# 甲酸钙
甲酸钙是一种无机化合物，化学式为Ca(HCO2)2，是钙的甲酸盐。它可用作食品添加剂，代号E238。它在自然界可以以十分罕见的formicaitek矿的形式存在。

## 制备
甲酸钙可以由氢氧化钙和甲酸溶液反应得到：
Ca(OH)2 + 2 HCOOH → Ca(HCOO)2 + 2 H2O
甲酸钙也能通过一氧化碳和氢氧化钙在一定条件下反应得到：
Ca(OH)2 + 2 CO → Ca(HCOO)2